# Douglas Henshall
Douglas James Henshall (Glasgow, 19 novembre 1965) è un attore britannico, noto, in particolare, per aver interpretato il ruolo del Prof. Nick Cutter nella serie televisiva britannica di fantascienza Primeval.

## Primi anni
Douglas Henshall, nato a Glasgow in Scozia e cresciuto a Barrhead, città a sud-ovest di Glasgow, inizia ad interessarsi al teatro quando, su invito di un'amica, si unisce allo Scottish Youth Theatre di Glasgow. Dopo la scuola superiore, messa da parte l'idea di diventare un giornalista sportivo, viene accettato alla Mountview Drama School di Londra. Successivamente ritorna in Scozia per lavorare con la compagnia teatrale 7:84.

## Carriera
Particolarmente apprezzate dalla critica le sue prime interpretazioni teatrali a Londra in Life of Stuff al Donmar Warehouse (1993) e America Buffalo al Young Vic (1997). Nel 2002 entra nel cast di The Coast of Utopia (La costa dell'utopia), di Tom Stoppard, nel ruolo di Michael Bakunin, esibendosi al Royal National Theatre di Londra; nel 2004 interpreta John Proctor ne Il crogiuolo di Arthur Miller, al Crucible Theatre di Sheffield, e Thomas Huxley in Darwin in Malibu di Crispin Whittell, all'Hampstead Theatre di Londra; nel 2005 è in scena al Lyric Theatre di Londra, nel ruolo di Biff Loman, nella produzione di Arthur Miller Morte di un commesso viaggiatore; nel 2008 è acclamato dalla critica per la sua interpretazione di Satana in The Last Days of Judas Iscariot.
Tra i suoi ruoli cinematografici: Edgar in Angeli e insetti (1995), Michael in Orphans (1997), Victor Bukowski in Due volte ieri (1998), Tim in The Lawless Heart (2001) e Michael in Le forze del destino (2003). Nel 2006 presta la voce ad Eddie, personaggio del film d'animazione Free Jimmy, e appare nel film Lezioni di volo di Francesca Archibugi, nel ruolo di Aarto Connery, marito di Chiara, interpretata da Giovanna Mezzogiorno. Nel 2008 veste i panni di Marcus nella commedia romantica French Film (2008) di Jackie Oudney, e nel 2009 interpreta Alan Campbell nell'adattamento cinematografico di Dorian Gray di Oliver Parker (2009).
È anche apparso in diverse produzioni televisive britanniche. Nel 2000 è premiato come miglior attore al Reims TV Festival (Francia), per il ruolo di Alex Letts nella miniserie per la TV Kid In The Corner (1999), e al Monte Carlo TV award, per il ruolo del Dr. Daniel Nash nella serie TV Psychos (1999). Dal 2007 al 2009 fa parte del cast di Primeval, serie cult britannica di fantascienza, dove veste i panni del Prof. Nick Cutter. Interpreta il ruolo del detective John Tolin nella serie drammatica in cinque parti Collision, trasmessa dalla ITV.
Dal 2013 al 2023 interpreta l'ispettore Jimmy Perez, protagonista della serie televisiva Shetland.

## Filmografia

### Cinema
- The Big Man, regia di David Leland (1990)
- Un giorno nella vita (Silent Scream), regia di David Hayman (1990)
- Rose Red, regia di Simon Pummell - cortometraggio (1994)
- Angeli e insetti (Angels and Insects), regia di Philip Haas (1995)
- Kull - Il conquistatore (Kull the Conqueror), regia di John Nicolella (1997)
- Due volte ieri (The Man with Rain in His Shoes), regia di Maria Ripoll (1998)
- Orphans, regia di Peter Mullan (1998)
- L'amore dell'anno (This Year's Love), regia di David Kane (1999)
- Fast Food, regia di Stewart Sugg (1999)
- Lawless Heart, regia di Tom Hunsinger e Neil Hunter (2001)
- Silent Cry, regia di Julian Richards (2002)
- Le forze del destino (It's All About Love), regia di Thomas Vinterberg (2003)
- Unscrew, regia di Clara Glynn (2003)
- Il ritorno di Mr. Ripley (Ripley Under Ground), regia di Roger Spottiswoode (2005)
- Dead Long Enough, regia di Tom Collins (2006)
- Lezioni di volo, regia di Francesca Archibugi (2007)
- French Film, regia di Jackie Oudney (2008)
- Dorian Gray, regia di Oliver Parker (2009)
- The Eagle, regia di Kevin Macdonald (2011)
- Kako su me ukrali Nemci, regia di Milos 'Misa' Radivojevic (2011)
- The Salvation, regia di Kristian Levring (2014)
- Iona, regia di Scott Graham (2015)

### Televisione
- Metropolitan Police (The Bill) – serie TV, episodi 5x94-10x03 (1989-1994)
- Taggart – serie TV, episodio 5x02 (1990)
- 4 Play – serie TV, episodio 2x05 (1991)
- Jute City – serie TV, episodi 1x01-1x02 (1991)
- Boon – serie TV, episodio 6x14 (1991)
- Van der Valk – serie TV, episodio 5x01 (1992)
- Underbelly – serie TV, episodio 1x04 (1992)
- Firm Friends – serie TV, episodio 1x01 (1992)
- Lipstick on Your Collar – serie TV, 6 episodi (1993)
- Le avventure del giovane Indiana Jones (The Young Indiana Jones Chronicles) – serie TV, episodi 2x18-2x21 (1993)
- Screen One – serie TV, episodio 5x03 (1993)
- Common As Muck – serie TV, episodi 1x04-1x05-1x06 (1994)
- Rab C. Nesbitt – serie TV, episodio 4x07 (1994)
- Ghosts – serie TV, episodio 1x05 (1995)
- Screen Two – serie TV, episodio 14x01 (1996)
- Thief Takers – serie TV, episodio 2x02 (1996)
- Sharpe's Justice, regia di Tom Clegg (1997)
- Psychos – serie TV, 6 episodi (1999)
- Kid in the Corner (1999)
- Anna Karenina – serie TV, 4 episodi (2000)
- Gentlemen's Relish, regia di Douglas Mackinnon (2001)
- Loving You, regia di Jean Stewart (2003)
- Frances Tuesday, regia di Jon Sen (2004)
- The Strange Case of Sherlock Holmes & Arthur Conan Doyle, regia di Cilla Ware (2005)
- Dalziel and Pascoe – serie TV, episodi 9x07-9x08 (2005)
- Sea of Souls – serie TV, episodi 4x01-4x02 (2007)
- Primeval – serie TV, 16 episodi (2007-2009)
- Collision – serie TV, 5 episodi (2009)
- The Silence – serie TV, 4 episodi (2010)
- South Riding – serie TV, episodi 1x01-1x02-1x03 (2011)
- Lewis – serie TV, episodio 5x03 (2011)
- Storie in scena (Playhouse Presents) – serie TV, episodio 1x07 (2012)
- The Secret of Crickley Hall – miniserie TV, episodi 1x01-1x02-1x03 (2012)
- The Kidnap Diaries, regia di Norman Hull (2012)
- Doors Open, regia di Marc Evans (2012)
- Outlander – serie TV, 4 episodi (2015)
- Black Work – serie TV, episodi 1x01-1x02-1x03 (2015)
- In Plain Sight - Protezione testimoni (In Plain Sight) – serie TV, episodi 1x01-1x02-1x03 (2016)
- Shetland – serie TV, 32 episodi (2013-2023)
- Who is Erin Carter? – miniserie TV, 7 episodi (2023)

## Doppiatori italiani
Nelle versioni in italiano delle opere in cui ha recitato, Douglas Henshall è stato doppiato da:
- Massimo De Ambrosis in Dorian Gray, Shetland
- Roberto Chevalier in Angeli e insetti
- Riccardo Rossi in Kull il conquistatore
- Mino Caprio in The Salvation
- Francesco Prando in Primeval
- Ennio Coltorti in Outlander
- Loris Loddi in Who is Erin Carter?